# Zigeunereiche

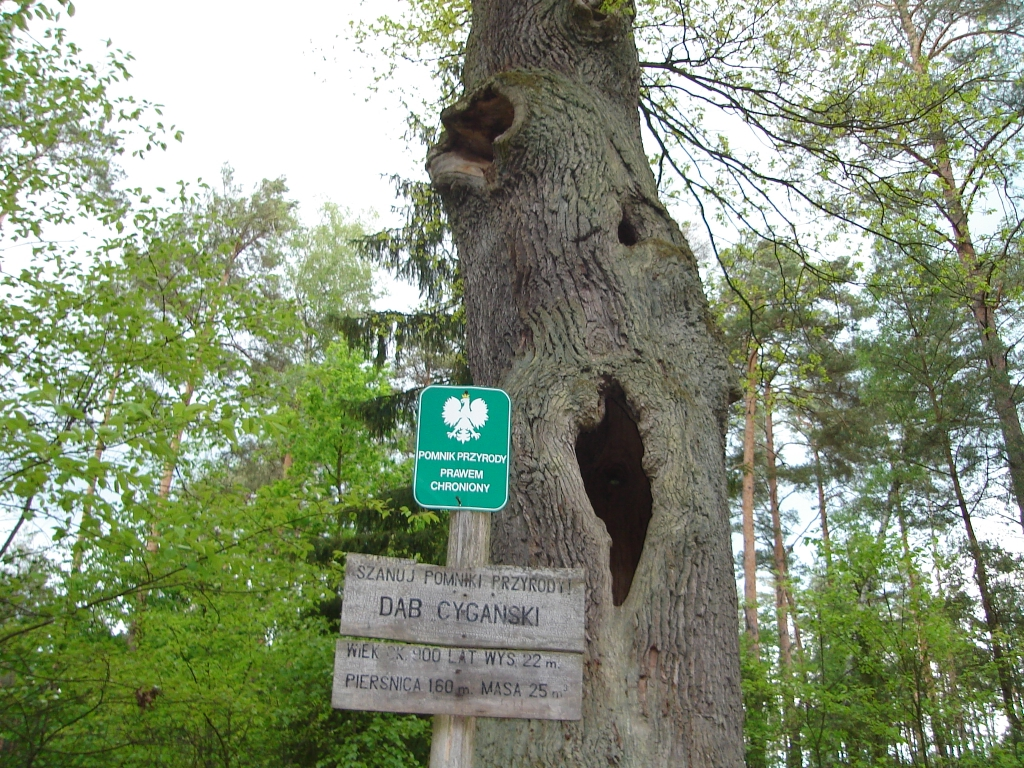
Zigeunereiche

Die Zigeunereiche ist eine alte Eiche auf dem Gebiet der polnischen Gemeinde Kluki im Powiat Bełchatowski.
Sie steht am Rande des Naherholungsgebietes Grobla mit einigen Teichen, zwei Kilometer nördlich von Kluki am Weg nach Parzno. Eine davor angebrachte Informationstafel spricht von einem Alter von etwa 900 Jahren, diese Altersangabe erscheint aber nicht sicher. Eine andere Angabe bezeichnet den Baum als 600 Jahre alte Stieleiche. Der Stammumfang beträgt 5,02 m. Mit dem Baum ist eine Volkslegende verbunden, die davon spricht, dass sich einst Königin Hedwig I. in der Umgegend aufhielt.
Koordinaten: 51° 21′ 27″ N, 19° 13′ 58″ O